# Петриківка (Синельниківський район)
Петрикі́вка (кол. Жигаїв)— село в Україні, у Васильківській селищній територіальній громаді Синельниківського району Дніпропетровської області. Населення становить 45 осіб.

## Історія
12 червня 2020 року, відповідно до розпорядження Кабінету Міністрів України № 709-р від «Про визначення адміністративних центрів та затвердження територій територіальних громад Дніпропетровської області», увійшло до складу Васильківської селищної громади.
19 липня 2020 року, в результаті адміністративно-територіальної реформи і ліквідації Васильківського району, село увійшло до складу новоутвореного Синельниківського району.

## Географія
Село розташоване в центрі Синельниківського  району. На східному півдні межує з селом Красне, на сході з селом Манвелівка, на півдні з селом Зоря та на сході з селом Іванівка.